# Hombres en la enfermería
De los 2,1 millones de personas que practicaban la enfermería registradas en los Estados Unidos en la década de 2000, solo el 5,4% del total eran hombres. Los hombres suponen el 15,4% (2013) de los nuevos estudiantes de enfermería.

## Perspectiva histórica
Contrariamente a la percepción general, los enfermeros profesionales fueron un campo exclusivamente dominado por hombres durante gran parte de la historia de la humanidad. Cuando la primera escuela de enfermería del mundo fue abierta en India en el 250 a. C., debido a las creencias religiosas hinduistas, solo los hombres eran considerados lo suficientemente "puros" para ser enfermeros.
La enfermería fue principalmente efectuada por hombres durante el Imperio Bizantino. Antes, en la antigua Roma el término "nosocomial" significaba "hospital en sí" procedente de nosocomi, el hombre que proporcionaba cuidados enfermeros en la antigua Roma y diagnosticaban enfermedades a sus pacientes.
En la Parábola del Buen Samaritano, Jesús menciona a un hombre que contrata a un enfermero para que cuide al hombre herido (Lucas 10:35-36).
Durante las plagas que azotaron Europa, los enfermeros masculinos principalmente eran considerados como dadores de cuidados, y en el 300 d. C. el gremio masculino de los Parabolani crearon un hospital y proporcionaban cuidados enfermeros.
Hubo muchos otros enfermeros durante la Edad Media puesto que la religión controlaba todo y las mujeres no sólo no podían ejercer profesiones con autoridad, sino que además podían ser consideradas como «brujas» si lo hacían. San Benito incluyó la enfermería entre las labores de la orden Benedictina. Los hermanos Alexianos, en los años 1300, proporcionaron cuidados enfermeros a las víctimas de la Peste Negra. Estas dos organizaciones permanecen en activo hoy en día.
Militares, religiosos, y órdenes laicas masculinas continuaron proporcionando cuidados enfermeros durante toda la Edad Media. Alguno de los más famosos de estos fueron los Caballeros Hospitalarios, los Caballeros Teutónicos, los tercios, los miembros de la Orden militar y hospitalaria de San Lázaro de Jerusalén, la Orden del Espíritu Santo, y el Hospital de los Hermanos de San Antonio.
San Juan de Dios y San Camilo de Lellis fueron dos enfermeros considerados santos. San Camilo inventó el símbolo de la Cruz Roja y creó el primer servicio de ambulancias.
En 1783 James Derham, un esclavo de Nueva Orleans, obtuvo su libertad trabajando como enfermero. Se acabó convirtiendo en el primer médico de color de los Estados Unidos.
Walt Whitman (1819-1892), poeta y escritor, actuó como enfermero hospitalario voluntario en Washington D. C. durante la Guerra Civil.
Los enfermeros y las escuelas de enfermería para hombres fueron comunes en los Estados Unidos hasta comienzos de 1900.
Por otra parte, las enfermeras no remuneradas fueron exclusivamente mujeres de manera encubierta. Desde "cuidar" a sus bebés, niños, parientes y amigos, a buscar la manera de mejorar los cuidados a las personas mayores, y trasmitiendo sus conocimientos en la senectud a las jóvenes, las mujeres abarcaban el 99 por ciento de la atención enfermera, mayormente sin cobrar. Así pues el mundo de las mujeres estaba centrado desde tiempos remotos y en todas las culturas en la atención médica. Pero puesto que estaba hecho por mujeres, y no cobraban, su atención estaba devaluada, y a veces incluso peor, su existencia y contribución era a veces ignorada completa y deliberadamente.
"Desde hace tiempo, [las enfermeras] son nuestra mayor fuente de soporte y fuerza,” dice el enfermero David Smith. “Siempre serán eso para mi — no sólo por el peso de su número, si no por otras razones. Pero es mucho más que eso. Yo he aprendido mucho de mis compañeras.”
"Antes del siglo XX, más de la mitad de personas que ofrecían cuidados enfermeros a los enfermos y heridos eran hombres. Si bien en 1930, los hombres constituían ya menos del 1% de los enfermeros de los Estados Unidos". Esto se debe a que encontraron otras ocupaciones más lucrativas, dando la espalda a la enfermería.
En el pasado, los hombres se convertían en enfermeros obligados "para ayudar" en medio de las guerras, en un esfuerzo de salvar a los pocos soldados que pudiesen permanecer vivos. En las guerras no podían participar las mujeres. Este fue el panorama hasta que Florence Nightingale pudo acceder al campo de batalla para curar a los soldados heridos. Cuando intentó trabajar como enfermera su familia de clase alta se opuso. En aquellos días, los hospitales estaban a menudo sucios y oscuros y las enfermeras eran mujeres pobres que a menudo no contaban con una buena formación, y también a menudo en precarias condiciones de salud e higiene. En 1854, la prensa británica comenzó a publicar que los soldados involucrados en la Guerra de Crimea eran mal atendidos y en pobres condiciones. Nightingale reclutó y equipó a un grupo de enfermeras y partieron a Turquía a ayudar. Su llegada no fue bien recibida por los insurgentes, quienes recelaban de que las mujeres se inmiscuyesen. Fue por ello, que trabajó duramente para mejorar las condiciones hospitalarias. Sus cambios revolucionaron los cuidados médicos del ejército británico, incrementando los mínimos de salud y nutrición y reduciendo dramáticamente los niveles de mortalidad. Mientras visitaba las fronteras, cayó enferma y nunca llegó a recuperarse del todo.
"Las razones sobre la discriminación de los hombres en el trabajo han sido investigadas, valorando el efecto neto de género en diversos trabajos y parámetros de organización. Nosotros vimos que la discriminación de género sería más fuerte en los mercados laborales con gran segregación de género. Los resultados apoyan fuertemente esta hipótesis: Los elevados niveles de segregación ocupacional en el nivel de mercado laboral están asociadas con un incremento significativo de la tendencia a devaluar los papeles de trabajo de los hombres. Este descubrimiento no está explicado por una serie de controles tanto de establecimiento y el mercado negro."
La asamblea Americana de Hombres en la Enfermería fue fundada en 1971. El propósito de la AAHE es proporcionar un campo de trabajo como grupo de encuentro, discusión, y factores de influencia que afectan a los hombres como enfermeros.
En los años 80-90, "se produjo una inflación, un incremento del número de enfermeros, así como un cambio de actitud en cuanto al género, trayendo a muchos hombres a la profesión".
Actualmente en las fuerzas armadas de los Estados Unidos y los helicópteros medicalizados, los hombres en la enfermería son algo común.

## Incremento de número
"Estudio tras estudio demuestra que los hombres acuden a desempeñarse como enfermeros por las mismas razones que las mujeres. Ellos quieren cuidar a gente herida y enferma, quieren una profesión atrayente, y quieren trabajo con una seguridad razonable de obtener buenos salarios".
Ellos tienden a equilibrar la normalidad en el creciente número de la fuerza laboral femenina. A pesar de todo, la realidad es que los enfermeros en general son altamente valorados respecto a otros profesionales del cuidado sanitario con quienes suelen trabajar; sin embargo poco importa que sea hombre o mujer, mientras aporte sus propios talentos únicos a la profesión de enfermería.
En muchos países occidentales, muchos gobiernos y escuelas de enfermería están reclutando activamente muchos varones para la profesión de enfermería.
Una gran cantidad de hombres deciden estudiar enfermería porque descubren que es una carrera competitiva y llena de desafíos. Por ejemplo, cuando la universidad de Pittsburgh incrementó sus requisitos de admisión para su programa de enfermería, el número de solicitudes de hombres creció significativamente.
Muchos hombres se han visto atraídos por la profesión desde finales del siglo XX tras comprender la importancia de las matemáticas y las ciencias (campos tradicionalmente dominados por hombres) en la enfermería.
Los enfermeros que son hombres ganan de media más dinero que las enfermeras que son mujeres. Esto se debe a que los hombres son los que prefieren trabajar en unidades de cuidados intensivos.

## Prejuicios y discriminación
Hoy en día, aunque la discriminación contra los enfermeros masculinos es rara, muchos de ellos todavía sienten que no son tratados como iguales. Algunos dicen tener que probarse que son mejores que sus compañeras femeninas: 
"Todos los servicios de sanidad nacional deben revisar sus políticas de empleo después de que un estudio haya descubierto que los enfermeros alcancen sus objetivos más rápido pues tienen mejores notas y más experiencia. Este estudio descubrió así mismo que los hombres que optaban a servir en los más altos escalafones enfermeros eran el doble que las mujeres a pesar de que representan sólo el 7 por ciento de la fuerza de trabajo. Los enfermeros tienen más comúnmente que las mujeres la expectativa de optar a un trabajo mejor en breve, y las mujeres están en enfermería especializada con escasas posibilidades de promoción, como enfermería comunitaria" dice el Instituto de Políticas de Estudio, que efectuó la encuesta a más de 14.000 enfermeros y enfermeras.
Las enfermeras sienten diez veces más atracción por tener un puesto en pediatría. Menos de la mitad de enfermeras trabajan a tiempo compartido en comparación con sólo uno de cada veinte enfermeros. 
Las mujeres suelen tener mejores calificaciones de enfermería que los hombres. Los hombres son más propensos a acudir a cursos de pago. 
Cuando el estudio fue publicado, Frank Dobson, el Secretario de Estado de Salud, dijo que los enfermeros debían percibir un aumento del salario para frenar la crisis de contrataciones. Un enfermero cobra de sueldo base 12.855 libras, en comparación con el salario de un policía de 15.438 libras.
Pocos hombres deciden trabajar en las secciones hospitalarias especializadas de maternidad y ginecología de algunos hospitales, aunque las enfermeras (y médicos) que son hombres trabajan en estas secciones de los hospitales.
Algunos hombres sienten que sus familias no apoyan sus ambiciones profesionales, lo que conduce a sufrir más aislamiento y dificultades financieras que sus compañeras. El aislamiento es la principal razón por la que los hombres abandonan la formación enfermera.